# طائر الزوابع
طائر الزوابع أو تَدروم (الاسم العلمي: Oceanodroma)، جنس طير من كفيات القدم وفصيلة طير النوء. اسم الجنس مشتق من اليونانية القديمة، okeanos وتعني «المحيط» وdromos وتعني «عداء» أي عداء المحيط.